# Monte Fabbrello
Monte Fabbrello è un'altura (135 m) dell'isola d'Elba, nel territorio comunale di Portoferraio, anticamente sede di un insediamento fortificato di età etrusca in diretto rapporto visivo con il vicino sito di Monte Puccio.

## Nome
L'etimologia del toponimo è riconducibile al latino faber («fabbro»), in riferimento all'importanza del sito nell'ambito della riduzione del ferro in età etrusco-romana.

## Caratteristiche
I resti di questo oppidum, che come gli altri abitati etruschi dell'isola controllava gli antichi commerci siderurgici, sono visibili nel settore sommitale della collina sotto forma di murature costituite da blocchi sovrapposti di pietra locale. L'insediamento fu verosimilmente abitato dal IV secolo a.C.; tra i pochi materiali archeologici recuperati sono presenti frammenti di pavimentazione in cocciopesto (opus signinum) misto a scorie di riduzione del ferro. Nel 1880 l'archeologo Vincenzo Mellini rilevò la planimetria dei resti di un edificio da lui definito asilo.